# Oberfeldarzt
Der Oberfeldarzt ist ein Dienstgrad der Bundeswehr. Oberfeldärzte sind Sanitätsoffiziere mit einer Approbation als Arzt oder Zahnarzt. Der Rang entspricht dem Oberstleutnant.
Der Dienstgrad Oberfeldarzt existierte bereits in der Wehrmacht.

## Bundeswehr
Der Dienstgrad Oberfeldarzt wird durch den Bundespräsidenten mit der Anordnung des Bundespräsidenten über die Dienstgradbezeichnungen und die Uniform der Soldaten auf Grundlage des Soldatengesetzes festgesetzt.

### Dienststellungen
Oberfeldärzte werden häufig als Facharzt in einem Bundeswehrkrankenhaus eingesetzt. Fachärzte leiten in Bundeswehrkrankenhäusern teils wie zivile Oberärzte Teilbereiche. Bei der Heeresfliegertruppe und in der Luftwaffe sind Oberfeldärzte auch Fliegerärzte. Oberfeldärzte sind häufig auch Leiter eines Sanitätsversorgungszentrums oder eines Facharztzentrums. Als Kompaniechef führen Oberfeldärzte eine Sanitätskompanie. Im Heer beraten Oberfeldärzte als Leitende Sanitätsoffiziere (Brigadeärzte) die Brigadekommandeure hinsichtlich medizinischer Fachfragen. Wie alle Stabsoffiziere dienen auch Oberfeldärzte in Stäben und Referaten der Behörden, Ämter, Kommandobehörden aller Militärischer Organisationsbereiche (vorrangig im Zentralen Sanitätsdienst) und im Ministerium, wo sie medizinische Fachfragen bearbeiten. Insbesondere den Lehreinrichtungen des Sanitätsdienstes der Bundeswehr, darüber hinaus an fast allen weiteren Lehreinrichtungen der Bundeswehr, lehren Oberfeldärzte als Dozenten.

### Ernennung und Besoldung
Maßgebliche gesetzliche Grundlagen für die Ernennung zum Oberfeldarzt trifft die Soldatenlaufbahnverordnung (SLV) und ergänzend die Zentrale Dienstvorschrift (ZDv) 20/7. Zum Dienstgrad Oberfeldarzt können Soldaten auf Zeit, Berufssoldaten und beorderte Reservisten ernannt werden. Voraussetzung ist die Zugehörigkeit zu einer der Laufbahnen für Sanitätsoffiziere und die Approbation als Arzt oder Zahnarzt. Der Dienstgrad kann frühestens ein Jahr nach Ernennung zum Oberstabsarzt erreicht werden. Eine Einstellung mit dem Dienstgrad Oberfeldarzt ist mit einer der Verwendung entsprechenden Qualifikation ebenfalls möglich.
Ein Oberfeldarzt wird nach der Bundesbesoldungsordnung (BBesO) mit A 15 besoldet. Sanitätsoffiziere dieser Rangstufe erhalten häufig einen höheren Sold als ranggleiche Oberstleutnante.

### Dienstgradabzeichen
Das Dienstgradabzeichen für Oberfeldärzte entspricht im Wesentlichen dem für Oberstleutnante. Zur Unterscheidung der Oberfeldärzte dienen zusätzliche Laufbahnabzeichen in Form eines Äskulapstabes. Die Schlange windet sich im Laufbahnabzeichen für Ärzte in doppelter Windung, bei Zahnärzten in einfacher Windung um den Stab.

### Sonstiges
Hinsichtlich Befehlsbefugnis im Sinne der Vorgesetztenverordnung und Wehrdisziplinarordnung, hinsichtlich äquivalenter, nach- und übergeordneter Dienstgrade im Sinne der ZDv 14/5 sind im Übrigen Oberfeldärzte dem Oberstleutnant gleichgestellt. Besonders in medizinischen Fachfragen sind Sanitätsoffiziere häufig Fachvorgesetzte auch höherrangiger Soldaten. In der nach der Soldatenlaufbahnverordnung und ZDv 20/7 regelmäßig zu durchlaufenden Beförderungsreihenfolge ist der dem Oberfeldarzt vorangehende Dienstgrad der Oberstabsarzt und der nachfolgende Dienstgrad der Oberstarzt. Den Dienstgrad Oberfeldarzt führen nur Heeres- und Luftwaffenuniformträger; der entsprechende Dienstgrad für Marineuniformträger ist der Flottillenarzt.
| Offizierdienstgrad | |                                                                                                |
| Niedrigerer Dienstgrad | | Höherer Dienstgrad                                                                             |
| Major Korvettenkapitän Oberstabsarzt Oberstabsapotheker Oberstabsveterinär                                                      | Oberstleutnant Fregattenkapitän Oberfeldarzt Oberfeldapotheker Oberfeldveterinär Flottillenarzt Flottillenapotheker | Oberst Kapitän zur See Oberstarzt Oberstapotheker Oberstveterinär Flottenarzt Flottenapotheker |
| Dienstgradgruppe: Mannschaften – Unteroffiziere o.P. – Unteroffiziere m.P. – Leutnante – Hauptleute – Stabsoffiziere – Generale | |                                                                                                |

## Schweizer Armee
In der Schweiz ist der Oberfeldarzt der Armee eine Amtsbezeichnung.